# 張善安
張善安（？—624年），隋末唐初兗州方與人，十七歲便淪為盜賊，領百餘人在淮南一帶作案，在起義軍孟讓為王世充所破後，得到他的殘兵共八百人，後攻破廬江郡，在617年渡江依附豫章的林士弘。
但林士弘卻不敢信任張善安，只讓他在南塘扎營，引起張善安不滿與林士弘內訌相戰，一度將城牆燒毀。逼得林士弘遷往南康，此時江陵的蕭銑見有機可趁派部將襲奪豫章，但不久後張善安又領軍攻下豫章。
622年春，張善安投降李淵，被封為洪州總管，參與對林士弘的戰事，623年輔公祏在丹陽起兵反唐，張善安也舉兵相應，被封為西南道大行台，攻陷孫州。當年十一月，黃州總管周法明奉命攻擊輔公祏，張善安來援，據夏口對抗，張善安為求破敵，派刺客暗殺周法明，擊退唐軍。
同年十二月，安撫使李大亮出兵洪州與張善安隔水對峙，說降張善安，將他引入營中擒抓，送往長安。張善安聲稱並未與輔公祏互通聲氣，所以唐高祖李淵還甚禮遇他，直到輔公祏兵敗搜出張善安跟他串通的書信，張善安因此被誅。《舊唐書·卷五十六》有傳。